# パーシヴァント・オブ・アームズ

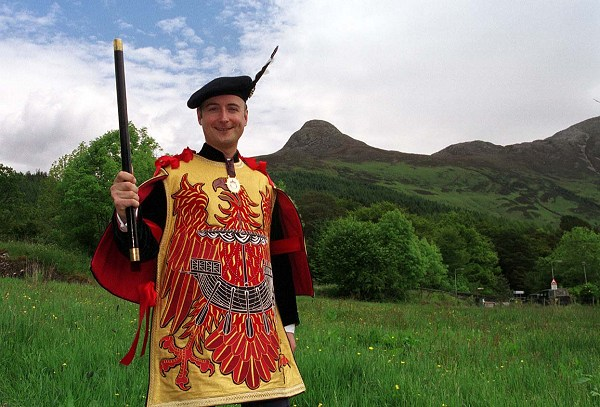
アダム・ブルース (Adam Bruce) 元フィンラガン・パーシヴァント・オブ・アームズ (Finlaggan Pursuivant of Arms)。

パーシヴァント・オブ・アームズ（英: Pursuivant of Arms）又は単にパーシヴァントは、ヘラルドの下位に位置する下級の紋章官である。日本語では紋章属官、紋章院属官、紋章官補などと訳される。

## 解説
大部分のパーシヴァントは、国の公式な紋章統括機関、例えば、ロンドンの紋章院又はエディンバラのコート・オブ・ザ・ロード・ライアンに勤務している。中世の時代には、多くの有力な貴族が彼ら自身の紋章官を雇っていた。政府当局によって雇用されていない若干の民間のパーシヴァントが今日も存在する。例えば、スコットランドでは、数人のパーシヴァント・オブ・アームズが氏族長によって任命されている。これらのパーシヴァント・オブ・アームズは、一族のために紋章学的及び系譜学的な重要性に関する諸問題に気を配る。
フリーメイソンのいくつかのグランド・ロッジは、グランド・パーシヴァントと呼ばれる役職を持っている。その役職は、フリーメイソンの地方ロッジのレベルでは用いられていない。すべての参加者のグランド・ロッジへの入場を彼らの名前とフリーメイソンのタイトルによって発表すること、グランド・ロッジのジュエルとレガリアを担当すること、及びグランド・ロッジのすべての会合に出席し、グランド・マスター又は議長を務める役員によって必要されることがある他の任務を果たすことがグランド・パーシヴァントの責務である。

## 国選のパーシヴァント

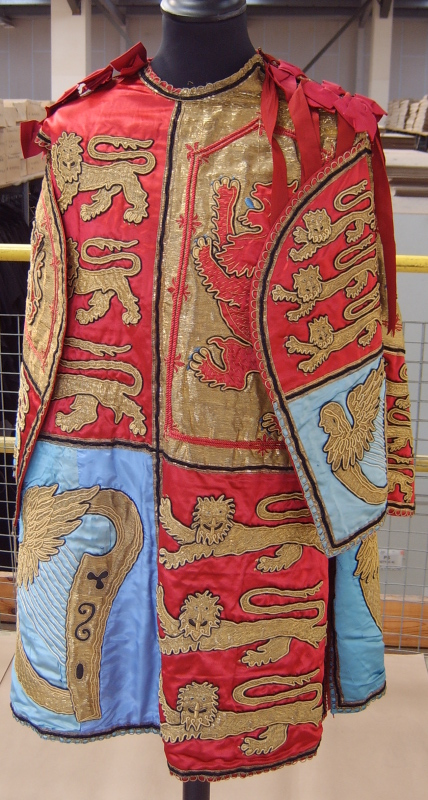
紋章院でパーシヴァントが着るタバード。

### イングランド

#### 常任
- ブルーマントル・パーシヴァント・オブ・アームズ (Bluemantle Pursuivant of Arms in Ordinary)
- ポートカリス・パーシヴァント・オブ・アームズ (Portcullis Pursuivant of Arms in Ordinary)
- ルージュ・クロワ・パーシヴァント・オブ・アームズ (Rouge Croix Pursuivant of Arms in Ordinary)
- ルージュ・ドラゴン・パーシヴァント (Rouge Dragon Pursuivant of Arms in Ordinary in Ordinary)

#### 非常任
- フィッツアラン・パーシヴァント・オブ・アームズ (Fitzalan Pursuivant of Arms Extraordinary)

### スコットランド

#### 常任
- ビュート・パーシヴァント・オブ・アームズ (Bute Pursuivant of Arms in Ordinary)
- カーリック・パーシヴァント・オブ・アームズ (Carrick Pursuivant of Arms in Ordinary)
- ディングウォール・パーシヴァント・オブ・アームズ (Dingwall Pursuivant of Arms in Ordinary)
- キンタイアー・パーシヴァント・オブ・アームズ (Kintyre Pursuivant of Arms in Ordinary)
- オーモンド・パーシヴァント・オブ・アームズ (Ormond Pursuivant of Arms in Ordinary)
- ユニコーン・パーシヴァント・オブ・アームズ (Unicorn Pursuivant of Arms in Ordinary)

#### 非常任
- リンリスゴー・パーシヴァント・オブ・アームズ (Linlithgow Pursuivant of Arms Extraordinary)
- フォークランド・パーシヴァント・オブ・アームズ (Falkland Pursuivant of Arms Extraordinary)
- マーチ・パーシヴァント・オブ・アームズ (March Pursuivant of Arms Extraordinary)

## 民間のパーシヴァント
- スレインズ・パーシヴァント・オブ・アームズ (Slains Pursuivant of Arms)
- ギリー・パーシヴァント・オブ・アームズ (Garioch Pursuivant of Arms)
- エンデュア・パーシヴァント・オブ・アームズ (Endure Pursuivant of Arms)
- フィンラガン・パーシヴァント・オブ・アームズ (Finlaggan Pursuivant of Arms)